# Josef Jägerman
Josef Jägerman, též Josef Jägermann (26. ledna 1913 Pardubice – 1. února 2011 Pardubice), byl český a československý politik Komunistické strany Československa, poválečný poslanec Ústavodárného Národního shromáždění, poúnorový poslanec Národního shromáždění ČSSR a poslanec Sněmovny lidu Federálního shromáždění za normalizace.

## Biografie
Byl synem ševce a meziválečného pardubického funkcionáře KSČ Josefa Jägermana staršího (1886–1938). Roku 1932 vystudoval pardubickou reálnou školu. Po jistou dobu byl nezaměstnaný. Působil jako předseda okresního, později krajského výboru KSČ (členem KSČ byl od roku 1930). Na podzim 1938 se zapojil do ilegální činnosti KSČ, později byl členem krajského ilegálního vedeni strany v Pardubicích. Zodpovídal za rozmnožování stranického tisku. Pracoval coby úředník pardubického magistrátu. V lednu 1940 byl zatčen a odsouzen ke kratšímu trestu, ale následně byl jeho proces v rámci razií proti komunistickému odboji na Pardubicku na podzim 1940 obnoven. 11. července 1940 byl Lidovým soudním dvorem v Berlíně odsouzen na dva a půl roku káznice. Byl vězněn v Pardubicích, Litoměřicích, Gollnowě a Kasselu. Před parlamentními volbami v roce 1946 vyšel v regionálním národně socialistickém tisku článek s titulkem Soudruh Josef Jägermann usvědčen z udavačství, ve kterém se na základě svědectví lidí z odboje vyslovovaly pochybnosti ohledně jeho chování za okupace.
Po válce byl tajemníkem krajského vyboru KSČ v Pardubicích. VIII. sjezd KSČ ho zvolil za náhradníka Ústředního výboru Komunistické strany Československa. V březnu 1948 působil jako jednatel Akčního výboru při Svazu osvobozených politických vězňů. Byl mu udělen Řád republiky a Řád práce, působil v krajském výboru Svazu československo-sovětského přátelství.
Po desítky let zasedal v nejvyšších zákonodárných sborech. Už v parlamentních volbách v roce 1946 byl zvolen poslancem Ústavodárného Národního shromáždění za KSČ. V parlamentu setrval do konce funkčního období, tedy do voleb do Národního shromáždění roku 1948.
Ve volbách roku 1960 byl zvolen za KSČ do Národního shromáždění ČSSR za Východočeský kraj. Mandát získal i ve volbách v roce 1964. V Národním shromáždění zasedal až do konce jeho funkčního období v roce 1968. K roku 1968 se uvádí profesně jako tajemník Okresního výboru Socialistické akademie z Hlinska.
Po federalizaci Československa usedl roku 1969 do Sněmovny lidu Federálního shromáždění (volební obvod Hlinsko). Mandát získal i ve volbách roku 1971, volbách roku 1976 a volbách roku 1981 a v parlamentu setrval až do konce volebního období, tedy do voleb roku 1986.
Jeho manželka Marta, rozená Kamenická (narozena roku 1909), byla v období let 1970–1976 členkou KV KSČ v Hradci Králové.
Ještě v roce 2009 oslavil své 96. narozeniny. Uvádí se tehdy bytem v Pardubicích. Zemřel v únoru 2011.